# Albertina de Montenuovo
Albertina de Montenuovo (1 de mayo de 1817-26 de diciembre de 1867) fue una noble italiana de origen austríaco del siglo XIX, hija de María Luisa de Austria.

## Biografía

### Infancia
Albertina era la primera hija de María Luisa de Habsburgo-Lorena, también conocida como María Luisa de Austria, la cual era la segunda esposa de Napoleón Bonaparte.
Cuando a éste lo exiliaron a la isla de Elba, en 1814, María Luisa se enamoró de Adam Albert von Neiggperg, que era el Conde de Austria que trabajaba como escudero y era el hombre de confianza de su padre. Cuando exiliaron a Napoleón Bonaparte por última vez en la isla de Santa Elena, el Congreso de Viena le otorgó algunos territorios de Italia y puso a su amante como primer ministro. Un año después nació Albertina. En 1818, María Luisa tuvo otra hija a la que llamó Matilde, pero que nació muerta.   
Sus primeros años los pasó en la casa de un médico de Parma. Sus padres la visitaban en secreto, pero María Luisa lo pasó muy mal. Tiempo después Albertina tuvo un hermano al que llamaron Guillermo. Pasada la muerte de Napoleón Bonaparte, en 1821, María Luisa decidió casarse con Neipperg en secreto ya que él era de otra clase social. Después de ese matrimonio los hijos de María Luisa se fueron a vivir con ella al palacio.  
Después de la muerte de su padre, el cual dejó en un testamento explicando que tenía dos hijos con la duquesa, aunque María Luisa de Parma también tuvo que elaborar una carta en la que confesaba que había tenido dos hijos con el conde, pero aunque hubiera esas confesiones no sirvieron para que Albertina y su hermano fuesen los herederos como había dejado su padre en el testamento.   

### Madurez
En 1831, ocurrió la pedida de Albertina, en la cual el conde de Fontanello le pedía la mano de su hija a la duquesa. Ésta se apresuró a escribirle una carta su padre Francisco I de Austria y II de Sacro Imperio Romano Germánico, en la que le contaba cómo era el joven y que se casarían en dos años aproximadamente.  
Con diecisiete años, en 1833 Albertina se casó con Luigi Sanvitale, que pertenecía a una de las más antiguas familias de Parma, y por el lado de su madre descendía de la antigua estirpe de los duques de Mantua. Éste se dedicó a la poesía y al trabajo filantrópico, con una alta idea de patriotismo. Se conocieron en Piacenza pero no tuvieron una relación más estrecha hasta que se fueron Parma. El matrimonio de estos dos fue bastante criticado porque el conde era uno de los amantes de María Luisa después de la muerte de su marido y también porque mientras ella solo tenía diecisiete años, su marido tenía treinta y cuatro. Tuvieron cuatro hijos, dos hombres que fueron llamados Alberto (1834-1907) y Stefano (1838-1914) y dos mujeres las cuales murieron prematuramente.
Albertina siempre había estado muy unida a su madre hasta el día de su muerte. Al morir esta, los dos hermanos no podían heredar lo que les habían dejado, porque no estaban reconocidos como hijos legítimos, pero la duquesa se había encargado de dejarles objetos con mucho valor.  
Al morir María Luisa de Parma en 1847, colocan como Presidente del Gobierno al marido de Albertina mientras que el rey había sido expulsado de sus cargos. Cuando todo volvió a la normalidad y el rey ocupó su puesto y Luis Sanvitale fue exiliado durante seis años y Albertina se fue a vivir con sus hijos al palacio de Fontanellato. Este palacio tenía unas 365 habitaciones que a finales del siglo XIX donaron para una institución de educación femenina. Años después su marido es nombrado senador de Italia. Albertina muere siete años después.
Se cree que Albertina fue enterrada en la abadía de San Juan Evangelista ubicada en Parma. Era medio hermana de Napoleón II y prima hermana de tres emperadores sobrinos de su madre: Pedro II, Francisco José de Austria y Maximiliano de México. Muchos de los objetos de Albertina se encuentran en el Museo de el Glauco Lombardi, dedicado a la vida de su madre.

## Órdenes y cargos

### Órdenes
- Dama de honor y devoción de la Soberana Orden de San Juan de Jerusalén vulgo de Malta.[6][7]

### Cargos
- Dama de palacio de S.M. la Duquesa de Parma.[6]